# Ebony Ridge
Ebony Ridge (englisch für Ebenholz-Grat) ist ein 8 km langer Gebirgszug in der antarktischen Ross Dependency. Er erstreckt sich zwischen dem Airdrop Peak und Mount Robert Scott am nördlichen Ende der Commonwealth Range des Königin-Maud-Gebirges. Er besteht aus dunkler Grauwacke, die stark zur hauptsächlich ockerbraunen Oberfläche der granitischen Intrusionen der nahegelegenen Mount Kyffin und Mount Harcourt kontrastieren. 
Benannt wurde er nach seinem Erscheinungsbild durch Teilnehmer der New Zealand Alpine Club Antarctic Expedition (1959–1969).